# Michele de' Medici di Ottajano

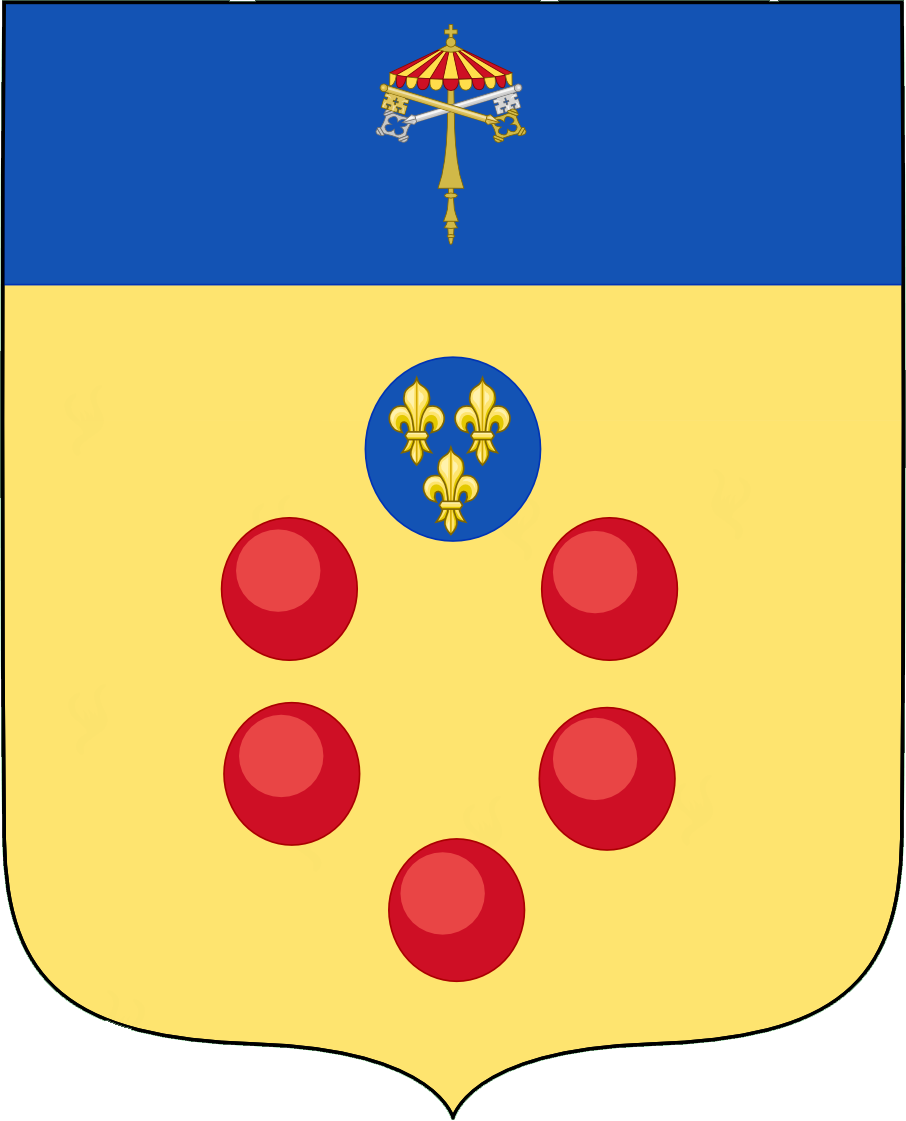
Stemma dei Medici di Ottajano

Michele de' Medici di Ottajano, principe di Ottajano (Napoli, 11 maggio 1823 – Napoli, 22 febbraio 1882), è stato un politico italiano.

## Biografia
Di famiglia del patriziato napoletano, appartenente al ramo cadetto mediceo dei Medici di Ottajano in possesso dei titoli di principe di Ottajano e di Venafro,
duca di Sarno e di Miranda, nonché conte, Michele de' Medici di Ottajano fu nominato senatore del Regno d'Italia il 28 febbraio 1876.
In occasione delle nozze con Giulia Marulli, da cui ebbe poi quattro figli, fece ristrutturare il palazzo Medici di Ottaviano, edificio monumentale di Napoli.